# 晋察冀军区军政干部学校
晋察冀军区军政干部学校是1937年8月25日，红军改编为八路军后，原红1军团随营学校改编为八路军第115师随营学校。同年11月初，成立了以聂荣臻为司令员的晋察冀军区，随营学校一部改编为115师暨晋察冀军区军政干部学校。学校起初设在河北阜平县城外，后来由于日军扫荡，学校随军区机关转移至五台山地区。孙毅任校长兼政委，黄华清任校部党总支书记。
军政干部学校的任务主要是提高部队基层干部的军政素质，同时就近招收知识青年和爱国分子。每期学习时间为3个月，主要学习军事、政治课程。政治课程的讲授大部分由晋察冀军区的领导担任，如聂荣臻、彭真、黄敬、舒同、邓拓、孙毅等。
军政干部学校从1937年11月到1938年底，直到抗大第二分校成立时结束，共办了3期。